# Child Focus
Child Focus, de Stichting voor Vermiste en Seksueel Uitgebuite Kinderen, is een Belgische stichting van openbaar nut die werd opgericht op 31 maart 1998. De doelstelling van Child Focus is vermiste kinderen terug te vinden en seksuele uitbuiting van minderjarigen tegen te gaan. In 2014 werd Koningin Mathilde officieel aangesteld als erevoorzitter van Child Focus. Koningin Mathilde volgt haar schoonmoeder op, koningin Paola, zij was 15 jaar lang erevoorzitter.
De stichting zet zich in voor het zoeken naar verdwenen kinderen (tot 24 jaar):
- weglopers
- internationale ontvoering door een ouder
- verdwijning van niet-begeleide minderjarige vreemdelingen
- ongedefinieerde verdwijning
- ontvoering

Tevens ijvert de stichting tegen seksuele uitbuiting van minderjarigen:
- kinderprostitutie
- kinderporno
- e-safety (veilige internetomgeving voor kinderen)
- sexting
- sextortion (kinderen worden door afpersing gedwongen naaktfoto's van zichzelf te verspreiden)
- grooming (waarbij een volwassene via het internet een kind benadert met seksueel contact als doel)

Overheidssubsidies dekken ongeveer een derde van de financiële behoeften van Child Focus. Ondernemingen en het grote publiek zorgen voor de andere twee derden.

## Nederland
In Nederland werkt het Landelijk Bureau Vermiste Personen samen met Child Focus.

## Geschiedenis
In juni 1996, een jaar na de verdwijning van zijn dochter Julie Lejeune (slachtoffer van Dutroux), hoort Jean-Denis Lejeune over het bestaan van het National Center for Missing and Exploited Children in Washington. Hij vertrekt naar dat centrum om de werking ervan te bestuderen. Bij zijn terugkeer in België, krijgt hij, met de steun van een comité van ouders van vermiste kinderen, op 20 oktober 1996, de dag van de Witte Mars, de politieke steun om een gelijkaardige organisatie op te richten. Het project wordt in 1997 opgestart en baron Daniël Cardon de Lichtbuer wordt de allereerste voorzitter van de raad van bestuur. Op 31 maart 1998 wordt Child Focus officieel opgericht door Koning Albert van België, Hare Majesteit Koningin Paola en de Belgische premier Jean-Luc Dehaene. In 2007 volgt Jean-Louis Duplat baron Daniël Cardon de Lichtbuer op. François Cornélis neemt in 2016 de fakkel over. In 2001 wordt Hare Majesteit Koningin Paola erevoorzitter van Child Focus. Sinds 2014 wordt het erevoorzitterschap waargenomen door Hare Majesteit Koningin Mathilde.
Op dinsdag 16 oktober 2007 werd het 10-jarig bestaan van Child Focus gevierd in het Paleis der Academiën te Brussel in aanwezigheid van Koningin Paola. Sinds de oprichting van Child Focus heeft de stichting 350.000 oproepen gekregen op haar gratis noodnummer, geholpen bij de opsporing van ruim 15.000 vermiste kinderen en de begeleiding van meer dan 1.000 slachtoffers van seksueel misbruik.

## Europees noodnummer
Op voorstel van de Europese Commissie hebben alle telecombedrijven op 8 juni 2007 besloten dat er één telefoonnummer, 116 000, komt waar de vermissing van kinderen kan worden gemeld. Het noodnummer 116 000 is operationeel in de hele Europese Unie en ook in Zwitserland, Albanië en Servië.

## Verdwijningen
Child Focus zet zich tevens in bij onopgeloste verdwijningszaken, zoals die van de Belgische peuter Liam Vanden Branden.